# William Franklyn
William Leo Franklyn (nacido como Beare; 22 de septiembre de 1925 - 31 de octubre de 2006) fue un actor inglés, quizás más conocido por prestar su voz a los anuncios "Schhh... You Know Who" de Schweppes entre 1965 y 1973. También actuó en teatro, cine, televisión y radio, sustituyendo a Peter Jones como "El Libro" (el narrador) en la tercera, cuarta y quinta temporadas de radio de la Guía del autoestopista galáctico. También es conocido por su interpretación de Sexton Blake para BBC Radio 4 en 1967.

## Infancia
Franklyn nació como William Leo Beare en Kensington en el seno de una familia de actores: su abuelo materno, Arthur Rigby Sr., y su tío, Arthur Rigby Jr., su madre, Mary Rigby, y su padre, Leo Franklyn, eran actores. De bebé, se lo llevaron a Australia, donde su padre realizó giras con comedias musicales. El joven Franklyn asistió a los colegios Wesley y Haileybury, ambos en Melbourne, y desarrolló una pasión inquebrantable por el críquet. Posteriormente, hizo pruebas como lanzador rápido para el equipo de Essex y abrió el club de bolos del Stage Cricket Club. También se convirtió en lanzador de pierna y dirigió su propio equipo, los Sargentmen, recaudando fondos para el Fondo Malcolm Sargent contra el Cáncer Infantil.
Regresó a Londres a los 11 años. Fue evacuado al Castillo de Luscombe, en Devon, durante la Segunda Guerra Mundial. Su carrera teatral comenzó a los 18 años, cuando actuó en Mi Hermana Eileen en el Teatro Savoy en 1943. Fue llamado a filas para unirse al Regimiento Paracaidista y enviado a Palestina.

## Carrera
Apareció en Arsénico y encaje antiguo en el muelle de Southsea en 1946, poco después de ser desmovilizado, y se dedicó a la actuación. Continuó de gira con la obra en repertorio durante seis años. En un período de baja actividad, se dedicó a la venta de antigüedades, recogiendo chatarra en carretilla de las zonas ricas de Londres y vendiéndola como antigüedades.
Continuó actuando en teatro, televisión y radio, y en varias películas. Apareció en varias películas en la década de 1950, incluyendo Quatermass 2 en 1957, y protagonizó la película de 1961Pit of Darkness, que fue el largometraje de serie B que se estrenó junto con What A Whopper de Adam Faith. Apareció en la película de 1965 The Intelligence Men, dirigida por Morecambe y Wise.
Apareció en el West End londinense en comedias como Hay una chica en mi sopa y El túnel del amor. Tras unas breves lecciones de italiano, dirigió una versión de Hay una chica en mi sopa en Italia, con actores italianos y en italiano. En televisión, participó como panelista en concursos como What's My Line? y Call My Bluff. Interpretó a Jacques Fleury en The Adventures of the Scarlet Pimpernel (1955-1956) y a Peter Dallas en la serie dramática de espías Top Secret (1961-1962), y también apareció en varios episodios de The Avengers.
Franklyn también participó en el programa de comedia de sketches "What's on Next" y fue el presentador del concurso de espionaje "The Masterspy". Participó en This Is Your Life (1978), en la serie cómica de televisión de 1984 The Steam Video Company y en G.B.H. (1991) y Diana: Her True Story (1993).
También fue conocido por su trabajo como locutor de anuncios comerciales; apareció en pantalla en 10 anuncios y prestó su voz a otros 40 entre 1965 y 1973. Los anuncios de Schweppes "Schhh... You Know Who" que Franklyn prestó su voz fueron creados por Ogilvy y Mather.
Prestó su voz a Danger Mouse en el piloto no emitido de la serie de televisión británica (aunque David Jason lo reemplazó en todos los episodios emitidos).
En radio, fue el locutor de las citas en el programa Quote... Unquote de BBC Radio 4 durante 11 años, hasta poco antes de su fallecimiento, y también locutor en The News Quiz. En 2004 y 2005, sustituyó a su amigo Peter Jones en el papel de "El Libro" (el narrador) en la tercera, cuarta y quinta temporadas de radio de La Guía del Autoestopista Galáctico. También apareció como estrella invitada en un episodio del programa de sketches The Skivers.

## Filmografía
| Año  | Título                       | Rol                                      | Notas              |
| ---- | ---------------------------- | ---------------------------------------- | ------------------ |
| 1952 | Secret People                | Cirujano                                 | Sin acreditar      |
| 1953 | Operation Diplomat           | Dr. Gillespie                            | Sin acreditar      |
| 1954 | The Runaway Bus              | Ladrón en la secuencia inicial           | Voz, sin acreditar |
| 1954 | Time Is My Enemy             | Sargento Peter Thompson                  |                    |
| 1954 | The Crowded Day              | Oficial de estudio                       |                    |
| 1955 | Out of the Clouds            | Operador de radio de la torre de control | Sin acreditar      |
| 1955 | The Love Match               | Arthur Ford                              |                    |
| 1955 | Above Us the Waves           | N.° 1, X2                                |                    |
| 1957 | Quatermass 2                 | Brand                                    |                    |
| 1957 | That Woman Opposite          | Ned Atwood                               |                    |
| 1957 | The Flesh Is Weak            | Lloyd Buxton                             |                    |
| 1958 | The Snorkel                  | Wilson                                   |                    |
| 1959 | Danger Within                | Capitán Tony Long                        |                    |
| 1960 | Upgreen – And at 'Em         |                                          |                    |
| 1960 | The Big Day                  | Señor T. Selkirk                         |                    |
| 1961 | Fury at Smugglers' Bay       | O Capitán                                |                    |
| 1961 | Pit of Darkness              | Richard Logan                            |                    |
| 1965 | The Intelligence Men         | Colonel Grant                            |                    |
| 1966 | Cul-de-sac                   | Cecil                                    |                    |
| 1972 | Ooh... You Are Awful         | Arnold Van Cleef                         |                    |
| 1973 | The Satanic Rites of Dracula | Torrence                                 |                    |
| 1983 | Nutcracker                   | Señor Arthur Cartwright                  |                    |
| 1993 | Splitting Heirs              | Andrews                                  |                    |
| 1996 | Robert Rylands' Last Journey | Robert Rylands                           |                    |

## Vida personal
Franklyn se casó dos veces: primero con Margo Johns en 1952; tuvieron una hija, la actriz Sabina Franklyn, pero se divorciaron en 1962. Se volvió a casar en 1969; él y su segunda esposa, Susanna, tuvieron dos hijas: Francesca Franklyn, productora de cine, y Melissa Franklyn, actriz.
Franklyn falleció de cáncer de próstata el martes 31 de octubre de 2006. Su funeral se celebró el lunes 6 de noviembre de 2006 en el Crematorio Mortlake, Richmond-Upon-Thames, Inglaterra.